# 일본의 불교

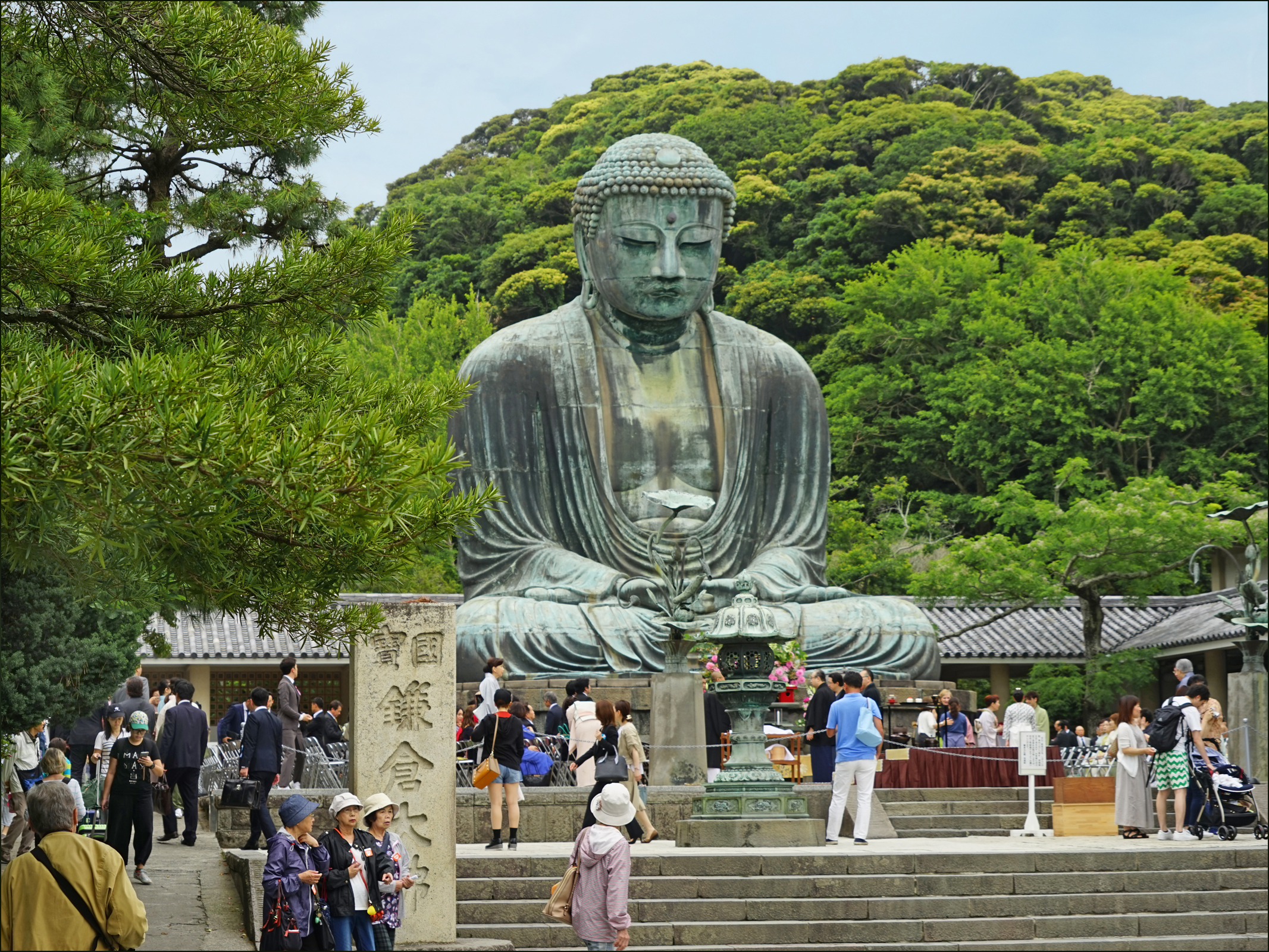

일본의 불교는 6세기부터 현대까지 내려오는 일본의 불교 역사이다. 랜카스터 대학교 종교학 교수인 이안리더는 일본에서 불교는 죽음의 종교이며, 이러한 관계는 17세기로 거슬러 올라간다고 한다.

## 불교 전통 연표
| 연표: 불교 전통의 성립과 발전 (기원전 450년경부터 기원후 1300년경까지)                 |                         |          |                    |                          |                          |                          |                          |                          |               |               |               |
|                                                                                        |                         |          |                    |                          |                          |                          |                          |                          |               |               |               |
|                                                                                        | 450 BCE                 | 450 BCE  | 250 BCE            | 100 CE                   | 100 CE                   | 500 CE                   | 500 CE                   | 700 CE                   | 800 CE        | 800 CE        | 1200 CE       |
|                                                                                        |                         |          |                    |                          |                          |                          |                          |                          |               |               |               |
| 인도                                                                                   | 원시불교                |          |                    |                          |                          |                          |                          |                          |               |               |               |
| 인도                                                                                   | 원시불교                | 부파불교 | 부파불교           | 부파불교                 | 부파불교                 | 대승불교                 | 대승불교                 | 밀교·금강승              | 밀교·금강승   | 밀교·금강승   |               |
| 인도                                                                                   | 원시불교                | 부파불교 | 부파불교           | 부파불교                 | 부파불교                 |                          |                          |                          |               |               |               |
| 인도                                                                                   | 원시불교                |          |                    |                          |                          |                          |                          |                          |               |               |               |
| 인도                                                                                   | 원시불교                |          |                    |                          |                          |                          |                          |                          |               |               |               |
|                                                                                        |                         |          |                    |                          |                          |                          |                          |                          |               |               |               |
| 스리랑카 · 동남아시아                                                                  |                         |          | 상좌부 불교        | 상좌부 불교              |                          |                          |                          |                          |               |               |               |
| 스리랑카 · 동남아시아                                                                  |                         |          |                    |                          |                          |                          |                          |                          |               |               |               |
| 스리랑카 · 동남아시아                                                                  |                         |          |                    |                          |                          |                          |                          |                          |               |               |               |
|                                                                                        |                         |          |                    |                          |                          |                          |                          |                          |               |               |               |
| 중앙아시아                                                                             |                         |          | 그레코 불교        | 그레코 불교              | 그레코 불교              | 그레코 불교              |                          | 티베트 불교              | 티베트 불교   | 티베트 불교   | 티베트 불교   |
| 중앙아시아                                                                             |                         |          |                    |                          |                          |                          |                          | 티베트 불교              | 티베트 불교   | 티베트 불교   | 티베트 불교   |
| 중앙아시아                                                                             | 비단길을 통한 불교 전파 |          |                    |                          |                          |                          |                          | 티베트 불교              | 티베트 불교   | 티베트 불교   | 티베트 불교   |
|                                                                                        |                         |          |                    |                          |                          |                          |                          |                          |               |               |               |
| 동아시아 · 한·중·일                                                                    |                         |          |                    | 천태종 · 정토종 · 일련종 | 천태종 · 정토종 · 일련종 | 천태종 · 정토종 · 일련종 | 천태종 · 정토종 · 일련종 | 천태종 · 정토종 · 일련종 | 밀교 · 진언종 | 밀교 · 진언종 | 밀교 · 진언종 |
| 동아시아 · 한·중·일                                                                    |                         |          |                    | 천태종 · 정토종 · 일련종 | 천태종 · 정토종 · 일련종 | 천태종 · 정토종 · 일련종 | 천태종 · 정토종 · 일련종 | 천태종 · 정토종 · 일련종 |               |               |               |
|                                                                                        |                         |          |                    |                          |                          |                          |                          |                          |               |               |               |
|                                                                                        | 450 BCE                 | 450 BCE  | 250 BCE            | 100 CE                   | 100 CE                   | 500 CE                   | 500 CE                   | 700 CE                   | 800 CE        | 800 CE        | 1200 CE       |
| \| \| 범례: \| \| = 상좌부 불교 전통 \| \| = 대승불교 전통 \| \| = 밀교·금강승 전통 \| |                         |          |                    |                          |                          |                          |                          |                          |               |               |               |
|                                                                                        | 범례:                   |          | = 상좌부 불교 전통 |                          | = 대승불교 전통          |                          | = 밀교·금강승 전통       |                          |               |               |               |

## 아스카-나라 시대
6세기에 백제에서 전래한 일본 불교는 나라에서 대불개안을 시작하고 삼론종, 화엄종 등 6개 종파가 형성되었다. 쇼무 천황 때 당나라 승려 감진이 일본에 들어와 일본 불교의 초석을 쌓는 데 많은 공헌을 했다.

## 헤이안 시대
794년 간무 천황의 교토 천도에 이어 견당사로 당나라에 유학을 다녀온 구카이와 사이초가 각각 진언종, 천태종을 창시하여 일본 불교에서 고야산, 히에이 산 등 비중이 커졌다. 그리고 정토신앙 유행으로 아미타불 신앙이 보편화되었다.

## 가마쿠라 시대
가마쿠라 시대에는 무사가 귀족에서 권력을 빼앗고 힘을 순조롭게 기르던 시대이기도 했다. 이 시대에는 임제종과 조동종이라는 두 선종이 잇따라 중국에서 소개되었다. 힘을 길러 가고 있었던 사무라이 집단이 선호한 것에 기반해 가마쿠라 등 많은 선사가 지어져 매우 번창했다. 이 대표적인 것을 「가마쿠라 오산」이라고 한다. 또한 호관사동식 불교 사서인 「원형석서」가 이 시기에 저술되었다.
더 전통적인 불교 사이에서도 현재 상황을 비판하는 움직임이 높아졌다. 특히 율종과 거기에서 파생 된 진언 율종 등에서는 사회 복지 사업 등에 나서면서 민중 구제에 참가 뿐만 아니라 스스로 국가의 지정된 과단을 거부하고 자신의 수계 의식을 시작하는 등 새로운 종파보다 혁신적인 움직임조차 보였다.

## 에도 시대
1603년 에도에 막부를 연 도쿠가와 이에야스는 불교와 관련하여 사사제법도를 정하였다. 또한 1654년 명나라에서 건너온 승려 은원이 황벽종을 창시하였다. 에도 시대 일본에서 최대 불교 종파는 정토진종이었다.

## 메이지 이후
1868년 이후 메이지 정부는 신토를 숭상하고 불교를 억제하는 숭신억불(崇神抑佛) 정책을 펴 일본 불교계는 초유의 난관을 겪었다. 전국 각지의 사찰은 폐쇄되기도 하고 철거되기도 하고 매각되기도 했다.
제2차 세계 대전 이후 1951년에는 종교법인법이 제정되어 이후 불교계는 각계에서 활발한 활동을 해오고 있다. 일본의 불교 단체에서 세운 대학으로 입정, 고마자와, 무사시노, 용곡, 창가 등이 있다.

## 같이 보기
- 불교의 사상
- 인도 문화권
- 불교의 역사
- 나라 국립박물관
- 일본의 종교